# Trastevere
A Trastevere (IPA traˈsteːvere)

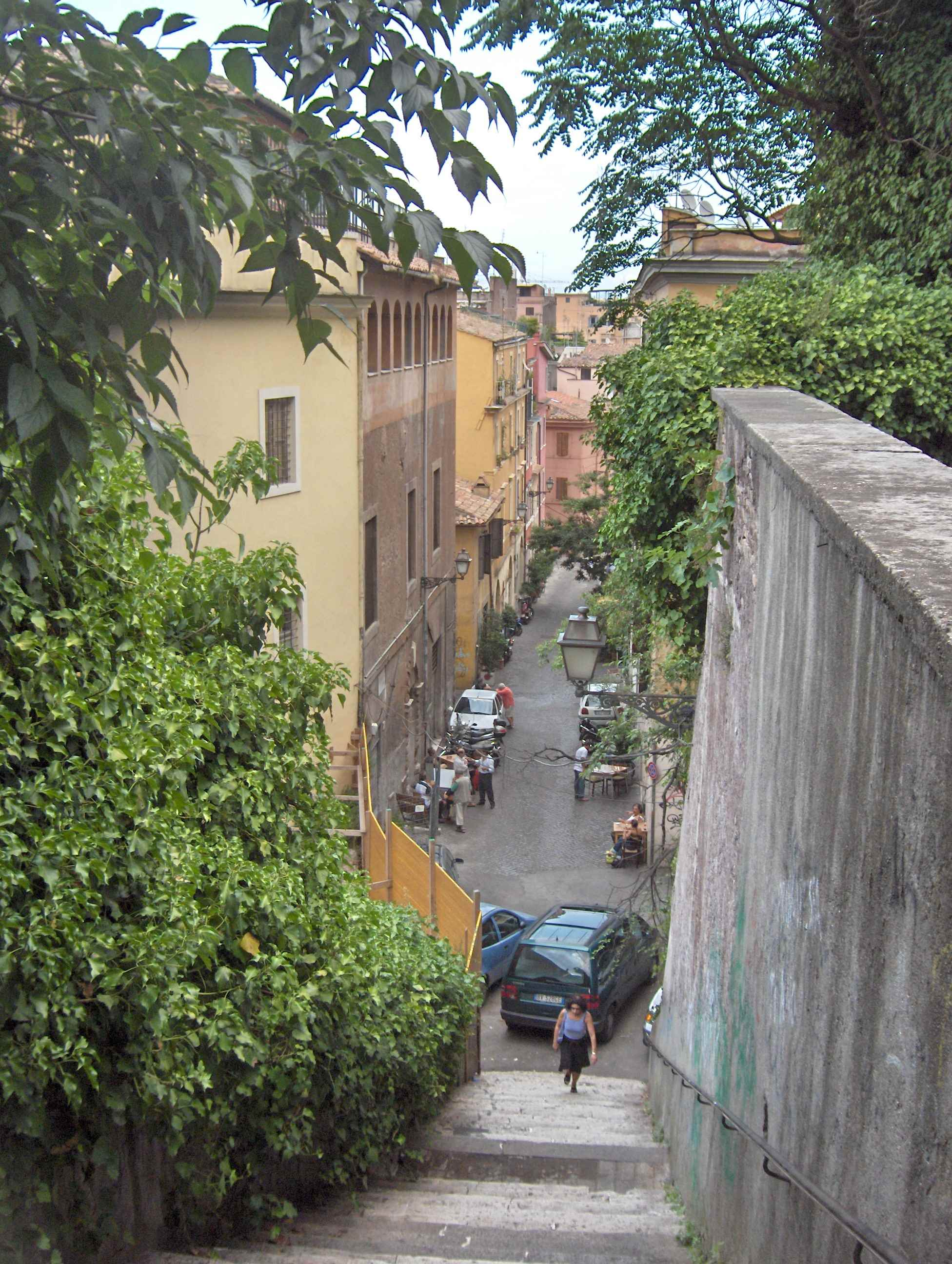
Tipikus szűk sikátor a Trasteverén, a Gianicolo-dombről nézve

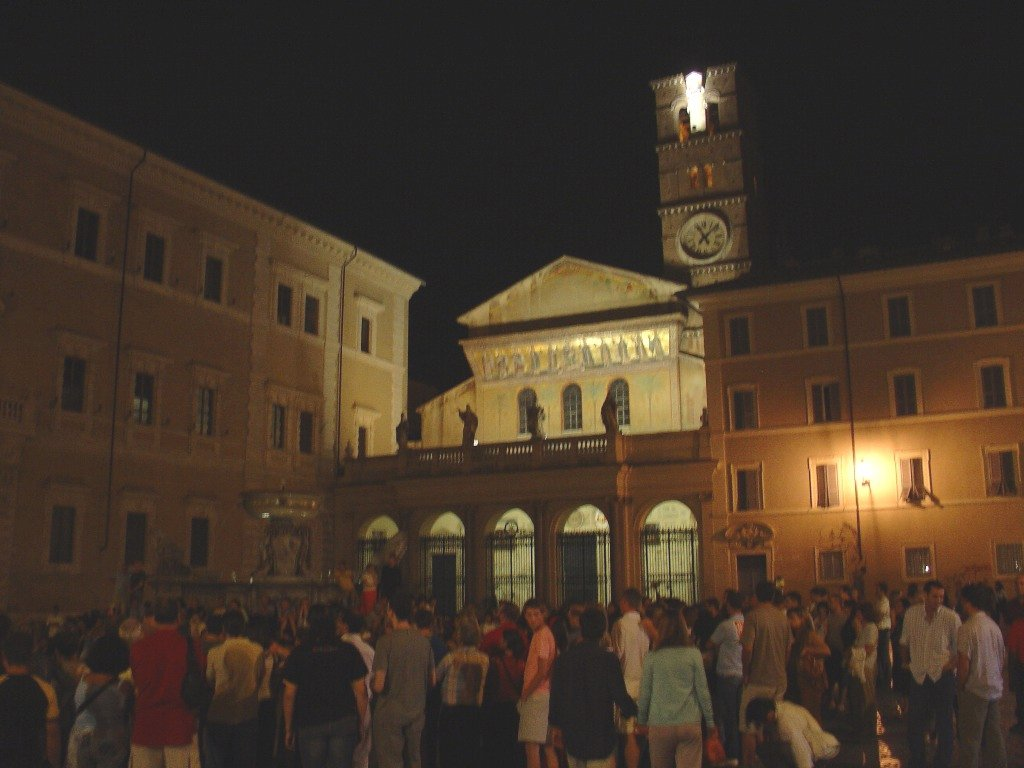
A Piazza di Santa Maria in Trastevere, éjszaka

Róma 13. kerülete, a Tevere nyugati partján, a Vatikántól délre, a Municipio I-en belül. A név a latin trans Tiberimből származik, amely szó szerint azt jelenti, hogy a Tiberisen túl. Logója egy arany oroszlánfej, vörös háttérben, jelentése XIII. Leó pápa neve (olaszul: Leone). Északról a Borgo, az olasz főváros 14. kerülete határolja. Hivatalos neve: R. XIII Trastevere.

## Története
Az ókori Római Királyság idején (i. e. 753–509) a Tiberisen túl az ellenséges etruszkok éltek, a rómaiak ezt a területet a Ripa Etrusca (Etruszk-part) névvel illették. Róma meghódította, hogy megszerezze a hozzáférést a folyó mindkét partjához, de nem állt érdekében a folyó másik oldalán való építkezés. Sőt, az egyetlen kapcsolata a Trastevere negyednek a város többi részével egy kis fahíd, az úgynevezett Pons Sublicius (latin: facölöpökből épült híd) volt.
A Római Köztársaság idején, i. e. 509 körül a tengerészek, halászok száma megnőtt, akik a folyóból éltek, így megnőttek az igényeik is, sokan a Trasteverén laktak. A keletről érkezett bevándorlók is itt telepedtek le, főleg zsidók és asszírok. A terület Augustus római császár alatt kezdett egyre inkább a város részévé válni, így amikor Rómát 14 régióra (regiones latin) osztották, a Trans Tiberim lett a 14. 
A Római Köztársaság alatt a negyed fontos zsidó közösségi központ volt, egészen a középkor végéig.
A császárkorban néhány fontos személyiség úgy döntött, hogy a villáját a Trastevere negyedben építteti meg, így Clodia (Catullus „barátja”), majd Julius Caesar (kerti villája, a Horti Caesaris). A régióban található a két legősibb templom Rómában, a Titulus Callixti, későbbi nevén a Basilica di Santa Maria in Trastevere, és a Titulus Cecilae, a mai Santa Cecilia in Trastevere.
Annak érdekében, hogy a jobb partról ellenőrizhessék a Gianicolo dombot, a Transtiberimen Aurelianus római császár (270–275) rendeletére az Aurelianus-féle falon belül erődítményt emeltek, hogy megvédjék a várost a germán törzsek ellen.
A középkorban a Trasteverén szűk, kanyargós, szabálytalan utcák, továbbá a mignani (az épületek elülső struktúrái) miatt sem volt hely a kocsik elhaladására. A 15. század végén ezeket a mignanókat eltávolították. Mindazonáltal a Trastevere a szűk utcák labirintusa maradt. Erős volt a kontraszt a felső osztályok nagy, fényűző palotái, meg a szegények kis, rozoga viskói között. Az utcákon nem volt burkolat, egészen IV. Szixtusz pápa idejéig, a 15. század végéig. Akkor először téglákkal burkolták az utakat, de ezeket később sampietrinivel (macskakövek) helyettesítették, ami jobban megfelelt a kocsizásnak. Köszönhetően a részleges elszigeteltségnek („a Tiberisen túl”), valamint annak a ténynek, hogy a népesség multikulturális volt a római időktől fogva, a Trastevere negyed lakossága, az úgynevezett trasteverini, kifejlesztette saját kultúráját. 1744-ben XIV. Benedek pápa megszabta a rionék, így a mai Trastevere határait is.

## A modern korban
Manapság a Trastevere őrzi karakterét keskeny, macskaköves utcák mélyén megbúvó ősi házaival. Éjjel mind a helyiek, mind a turisták csordái járják a sok kocsmát, éttermet, de a Trastevere eredeti jellege megmaradt. A terület ad otthont több külföldi felsőoktatási intézményeknek: American University of Rome és University of John Cabot (mindkettő amerikai magánegyetem), római Amerikai Tudományos Akadémia, a Thomas More Főiskola római bölcsészkampusza, a kanadai University of Waterloo School of Architecture (szeptember és december között), valamint az amerikai Pratt Institute School, a nemzetközi hallgatói tábor ellátására.
A környék mindig vonzotta a művészeket, külföldi emigránsokat, sok híres embert. Az ezerkilencszázhatvanas-hetvenes években olyan amerikai zenészek/zeneszerzők, mint Frederic Rzewski, Richard Teitelbaum, a Musica Elettronica Vivat csoport, a Via della Lucén laktak. Sergio Leone, a spagettiwestern-rendező is itt nőtt fel, a Viale Gloriosón (márvány emléktáblája egykori lakása épületén), majd egy környékbeli katolikus magániskolába járt. Ennio Morricone filmzeneszerzővel egy iskolába járt, egy évig egy osztályba is.

## Kultúra
A Trastevere nyilvános könyvtárai között megemlítendő a Casa della Memoria e della Storia.

## Fordítás
- Ez a szócikk részben vagy egészben  a   Trastevere című angol Wikipédia-szócikk ezen változatának fordításán alapul.  Az eredeti cikk szerkesztőit annak laptörténete sorolja fel. Ez a jelzés csupán a megfogalmazás eredetét és a szerzői jogokat jelzi, nem szolgál a cikkben szereplő információk forrásmegjelöléseként.

## Bibliográfia
- Coarelli, Filippo. Guida archeologica di Roma (olasz nyelven). Milánó: Arnoldo Mondadori Editore (1984)